# آژانس حفاظت محیط زیست ایالات متحده آمریکا
آژانس حفاظت محیط زیست ایالات متحده آمریکا (به انگلیسی: United States Environmental Protection Agency) یا به‌طور خلاصه (EPA)، یک سازمان دولتی در آمریکا است که از ۱۹۷۰ تا کنون مسئولیت کنترل و توسعه قوانین و سیاست‌های رسمی دولت در محافظت از محیط زیست در ایالات متحده آمریکا را داشته‌است. این سازمان نزدیک به ۱۷۰۰۰ کارمند دارد و توسط لی زلدین اداره می‌شود.

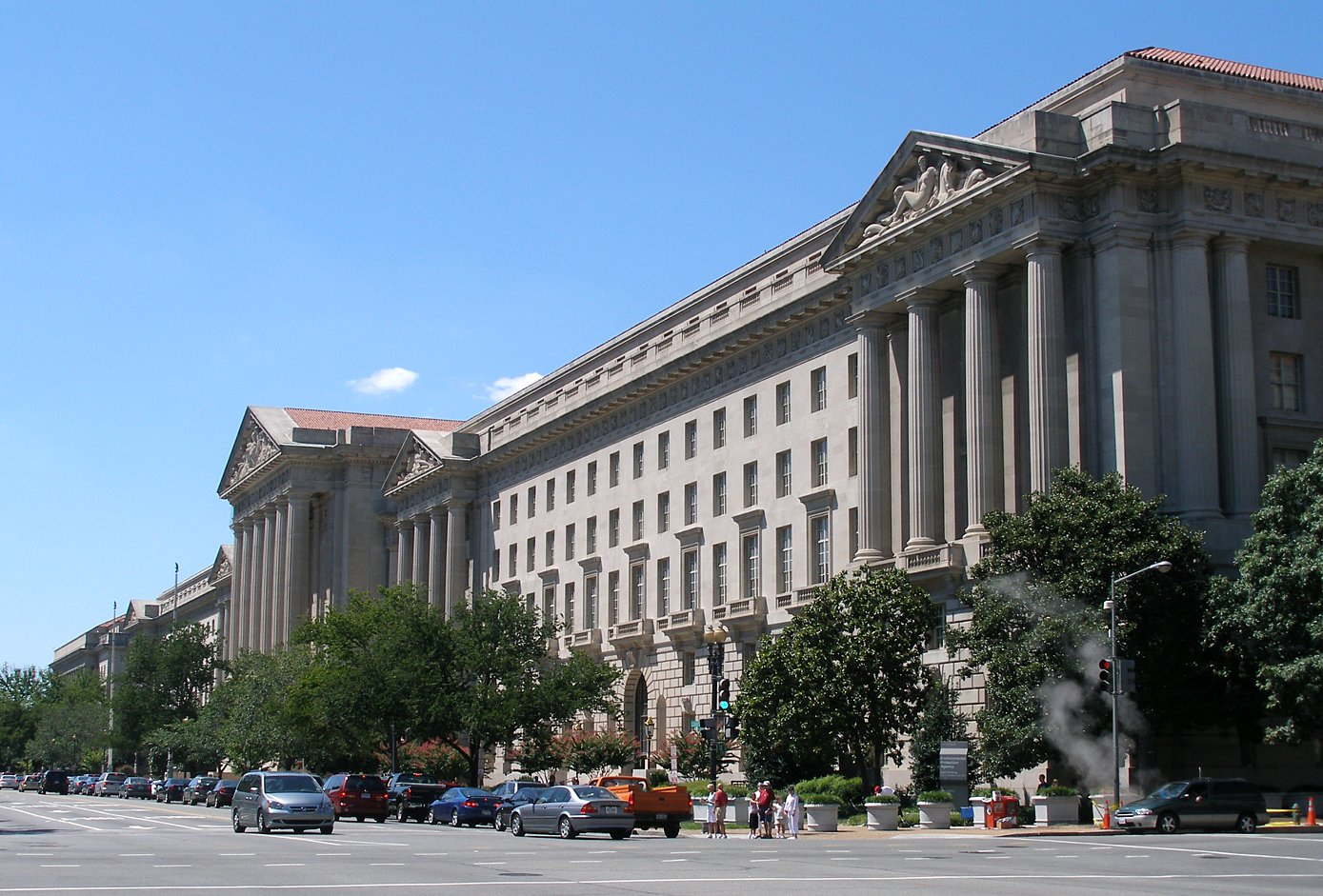